# Josef Stalder
Josef «Sepp» Stalder-Fuchs (* 6. Februar 1919; † 2. März 1991) war ein Schweizer Kunstturner.
Stalder nahm 1948 und 1952 an den Olympischen Sommerspielen teil. Er gewann in verschiedenen Disziplinen insgesamt sieben Medaillen, darunter 1948 in London eine goldene am Reck. 1952 wurde er in der Schweiz als Sportler des Jahres ausgezeichnet. 1953 gewann er das internationale Jahn-Gedächtnisturnen auf der Berliner Waldbühne vor 12'000 Zuschauern.
Die «Stalder-Grätsche» ist nach ihm benannt, da er als weltweit erster Turner eine Grätsche am Reck zeigte.

## Erfolge
- Olympische Sommerspiele 1948: Gold am Reck, Silber im Mannschaftsmehrkampf, Bronze am Barren
- Olympische Sommerspiele 1952: Silber am Reck, Silber im Mannschaftsmehrkampf, Bronze am Barren, Bronze im Einzelmehrkampf